# Равликовий живильник

Равликовий живильник.

Равликовий живильник — живильник для сипкого матеріалу, наприклад руди. Являє собою черпак спіральної форми з круглим отвором у боковій стінці для завантаження зачерпнутого матеріалу у технологічний апарат (наприклад, у млин). 

## Конструкція при роботі живильника на млин
Фланець 3 живильника болтами кріпиться до цапфи барабана млина таким чином, щоб отвори цапфи і живильника збігалися. Корпус 1 живильника виготовляється з листової сталі або відливається з легованого чавуну. На кінці черпака живильника кріпиться змінний козирок 2 з марганцевистої сталі або з легованого чавуну. 
Внутрішня поверхня живильника футерується стальними листами. Равликові живильники виготовлюються одно-, двох- і тричерпаковими. Поперечний перетин між спіралями живильника – прямокутний і має дос-татній розмір для проходження куль максимального діаметра.
Равликові живильники дозволяють завантажувати матеріал, що надходить на подрібнення, з нижчого рівня, що дає можливість встановлювати млини у замкненому циклі з класифікаторами.